# 하노버의 군주 목록
하노버의 군주(König von Hannover)는 브라운슈바이크뤼네부르크 선제후국의 선제후와 하노버 왕국의 국왕을 말한다.  1814년 빈 회의에서 브라운슈바이크뤼네부르크 선제후국을 왕국으로 승격시키면서, 브라운슈바이크뤼네부르크 선제후는 하노버 국왕이 된다. 1866년 하노버 왕국은 프로이센 왕국에 병합되어 사라지게 된다.

## 역대 군주

### 브라운슈바이크뤼네부르크 선제후
1714년 브라운슈바이크뤼네부르크 선제후 게오르크 1세 루트비히가 영국의 조지 1세로 즉위하면서, 브라운슈바이크뤼네부르크 선제후국은 영국과 동군연합 관계에 있게 되었다. 따라서 1714년부터 브라운슈바이크뤼네부르크 선제후는 영국의 국왕과 동일하다.
- 1692년 - 1698년 에른스트 아우구스트 1세
- 1698년 - 1727년 게오르크 1세 루트비히
- 1727년 - 1760년 게오르크 2세
- 1760년 - 1814년 게오르크 3세

### 하노버 국왕
브라운슈바이크뤼네부르크 선제후였던 영국 국왕 조지 3세는 1814년부터 하노버 국왕이 된다. 따라서 하노버 왕국 역시 영국과 동군연합 관계에 있으며, 처음 3대까지 하노버 왕국의 국왕은 영국의 국왕과 동일하다.
- 1814년 - 1820년 게오르크 3세
- 1820년 - 1830년 게오르크 4세
- 1830년 - 1837년 빌헬름

1837년 윌리엄 4세가 죽자 영국에서는 빅토리아 여왕이 즉위하였다. 그러나 하노버 왕국에서는 준 살리카 법에 따라 남성 왕위계승권자가 있는 한 여성의 왕위계승권을 인정하지 않았기 때문에, 빅토리아 여왕 대신 그녀의 숙부 어니스트 오거스터스가 하노버 국왕이 된다. 이로써 하노버 왕국과 영국의 동군연합 관계는 해소된다.
- 1837년 - 1851년 에른스트 아우구스트 2세
- 1851년 - 1866년 게오르크 5세

## 같이 보기
- 하노버 왕국
- 하노버 왕가